# Linda Brasil
Linda Brasil Azevedo Santos (Santa Rosa de Lima, 14 de abril de 1973) é uma educadora, política e ativista transfeminista pelos direitos humanos e da comunidade LGBTQIA+ de Sergipe, fundadora da associação Amosertrans e da casa de acolhimento CasAmor Neide Silva. Nas eleições de 2020, filiada ao PSOL, foi eleita a primeira mulher trans para um cargo público parlamentar em Aracaju. Em 2022 obteve êxito na disputa eleitoral por uma cadeira na Assembleia Legislativa de Sergipe, sendo eleita a primeira mulher trans da história sergipana a ocupar um cargo de deputada estadual.

## Biografia

### Juventude e formação acadêmica
Nascida em Santa Rosa de Lima, na região sergipana do Cotinguiba, filha de Maria Carmen Azevedo Santos e Apolinário José dos Santos, Linda Brasil se mudou para Aracaju e logo iniciou trabalho em uma empresa de contabilidade. Por receio de como seria aceita a sua condição de gênero, sua transexualidade só foi externada aos 30 anos de idade quando saiu do emprego que tinha e iniciou um salão de beleza.
Em 2013, Linda Brasil começou o curso de Letras Português-Francês na UFS e desde o princípio da graduação sofreu transfobia por conta de um professor que não respeitou o seu nome social e insistia em utilizar o seu nome de registro. Isso fez com que ela entrasse com um processo administrativo para que seu nome social fosse respeitado. A ação culminou na Portaria nº 2209 da UFS que possibilita o uso do nome social no âmbito acadêmico e administrativo dentro da instituição. Este fato fez com que ela tivesse maior visibilidade e se aproximasse do movimento estudantil e LGBTQI+ organizado. Ela foi uma das responsáveis pelo Coletivo Queer Transfeminista (Des)montadxs para discutir questões de gênero e sexualidade dentro da UFS e em todo o Estado. Além disso, foi a primeira mulher trans a se formar pela instituição. Posteriormente, Linda obteve também pela UFS o título de Mestra em Educação.
Em 2015, juntamente com outras pessoas trans e apoiadores, Linda Brasil criou o projeto EducaTrans através da Amosertrans (Associação do Movimento Sergipano de Travestis e Transexuais). EducaTrans foi um curso preparatório para o ENEM voltado especialmente para pessoas trans cujo principal objetivo era ampliar a inserção de pessoas trans no ambiente universitário. Essa atitude, consequentemente, poderia colocar esta população para disputar um local no mercado de trabalho tirando da realidade da prostituição compulsória.

### CasAmor
Em 2017, Linda idealizou e fundou a ONG CasAmor, inspirada em iniciativa de casas de acolhimento pelo país como a Casa 1, em São Paulo, e a Casa Nem, no Rio de Janeiro. Sua inauguração ocorreu em 29 janeiro de 2018, no Dia Nacional da Visibilidade Trans, e marcou a abertura dos trabalhos da IV Semana da Visibilidade Trans. O objetivo da CasAmor é acolher e dar apoio as pessoas da comunidade LGBTQIA+ por meio de trabalhos voluntários realizados por diversos profissionais como psicólogos, arquitetos, designers, engenheiros, professores e jornalistas, entre outros. O projeto visa ainda além de acolher e hospedar provisoriamente as pessoas que não possuem apoio familiar por causa da orientação sexual ou identidade de gênero; proporcionar cursos e oficinas visando a inserção no mercado de trabalho.
Em meio a pandemia de COVID-19, enquanto Linda Brasil era uma das diretoras, a CasAmor esteve ao lado dos LGBTQIA+ que se encontravam em situação de vulnerabilidade social ampliando a entrega de cestas básicas e materiais de limpeza e higiene pessoal.
A CasAmor passou a ser chamada CasAmor Neide Silva, em homenagem a "Tia Neide", uma amiga e integrante da assessoria de Linda, dedicada voluntária da ONG, que veio a falecer em março de 2021, em decorrência da COVID-19.

## Carreira política
Em 2016, Linda Brasil disputou a sua primeira eleição como candidata à vereadora em Aracaju e foi a 26ª candidata mais votada com 2.308 votos (0,83% do total dos votos válidos), sendo a candidata mais votada do PSOL à Câmara Municipal de Aracaju. Apesar de a cidade de Aracaju ter 24 vagas à vereança, Linda não ficou como suplente por conta do sistema de legendas da legislação eleitoral brasileira. Uma marca desta campanha foi a transfobia institucional vigente que fez com que Linda fosse registrada com o gênero masculino.
Em 2018, Linda concorreu à vaga de deputada estadual e foi a 38ª candidata mais votada em Sergipe com 10.107 votos, representando 0,93% do total de votos para a Assembleia Legislativa de Sergipe (ALESE), sendo a candidata mais votada do PSOL à ALESE. Desses votos, 6.555 foram apenas na capital sergipana e ela chegou a ser votada em todos os municípios sergipanos. Por conta de uma decisão do Tribunal Superior Eleitoral acerca das eleições de 2018, nesta candidatura, Linda Brasil pôde disputar a vaga dentro do gênero condizente com ela.
Diante dos expressivos resultados nas eleições anteriores e a modificações da legislação eleitoral no tocante a legenda eleitoral, em 2020 foi pré-candidata pelo PSOL para a Câmara dos Vereadores com o slogan "Coragem para Transformar" e foi eleita como a primeira mulher trans vereadora de Aracaju, sendo a mais bem votada da capital sergipana, com 5.773 votos, fato que lhe garantiu o direito de presidir a primeira sessão plenária do Legislativo.
Na mandata da vereadora estão entre as principais pautas a defesa dos direitos humanos, das pessoas LGBTQIA+, a diminuição das injustiças sociais, proteção das minorias, o combate ao machismo e sexismo, racismo e a defesa da democracia.
Em 2022 disputou uma cadeira na ALESE, logrando êxito, sendo a primeira mulher trans eleita deputada estadual de Sergipe com 28.704 votos.

## Desempenho em eleições
| Ano  | Eleição              | Partido | Cargo             | Votos          | Resultado  |
| ---- | -------------------- | ------- | ----------------- | -------------- | ---------- |
| 2016 | Municipal de Aracaju | PSOL    | Vereadora         | 2.308 (0,89%)  | Não eleita |
| 2018 | Estadual em Sergipe  | PSOL    | Deputada Estadual | 10.107 (1,02%) | Não eleita |
| 2020 | Municipal de Aracaju | PSOL    | Vereadora         | 5.773 (2,27%)  | Eleita     |
| 2022 | Estadual em Sergipe  | PSOL    | Deputada Estadual | 28.704 (2,36%) | Eleita     |

## Homenagens
2022: Título de Cidadã Aracajuana